# Tatort: Spiel mit dem Feuer
Spiel mit dem Feuer ist die 193. Folge der Fernsehreihe Tatort. Die vom Südwestfunk (SWF) produzierte Folge wurde erstmals am 17. Mai 1987 im Ersten Programm der ARD ausgestrahlt. Für Kriminalhauptkommissarin Hanne Wiegand (Karin Anselm) ist es der siebente Fall. Es geht um die Ermordung einer jungen Lehrerin und Brandstiftung mit Todesfolge mit einer Vielzahl Verdächtiger.

## Handlung
Ein Mehrfamilienhaus brennt ab, drei Mieter, die dreißigjährige Lehrerin Monika Karges und zwei ältere Mieter verbrennen in dem Haus. Kriminalhauptkommissarin Wiegand wird mit den Ermittlungen betraut, da es sich offensichtlich um Brandstiftung handelt. Das Haus stand zum größten Teil bereits leer, da der Vermieter Pohlmann allen Mietern gekündigt hatte, um das Haus abzureißen und einen lukrativeren Neubau im Rahmen eines Großprojekts zu errichten. Monika und die anderen verbliebenen Mieter hatten sich gegen die Kündigung ihrer Mietverträge zur Wehr gesetzt. Wiegand und ihr Assistent Leverkühn befragen Pohlmann, dieser bestreitet die Tat. Es sei für ihn kein Problem gewesen, die Mieter herauszukaufen, zur Tatzeit sei er auf einem Treffen mit dem Projektleiter Schlotterbeck gewesen. Wiegand und Leverkühn suchen den Hausmeister Wernitz auf. Dieser sagt aus, dass Pohlmann ihm einen anderen Posten versprochen habe, wenn das Haus abgerissen wird. Er hatte während der Tatzeit Karten gespielt und den Brand deshalb so spät bemerkt. Karges‘ Nachbar Blümel, der von Wernitz aus dem Feuer gerettet wurde, sagt aus, dass Pohlmann ihm bereits eine neue Wohnung zum gleichen Mietzins besorgt hatte und er deshalb keine Schwierigkeiten machte. Frau Karges hingegen sei renitent gewesen, am Abend des Brandes habe sie Streit mit einem ihrer Liebhaber gehabt. Der Obduktionsbericht ergibt, dass Monika Karges schon vor dem Brand tot war. Sie ist erwürgt worden.
Wiegand befragt Karges‘ Kollegin Binder, die mit Monika befreundet war. Diese sagt aus, dass ihre Freundin seit zwei Jahren mit einem verheirateten Mann liiert war, dem Regierungsschulrat Dr. Friedrich Vasemeier, der auch für den Landtag kandidiert. Die Beziehung sei schwierig gewesen, seit einiger Zeit habe sich Monika daher einem wesentlich jüngeren Mann namens Michael zugewandt. Wiegand sucht Vasemeier auf, dieser ist nicht anwesend. Wiegand ist überrascht, dass dessen Frau von Monika Karges weiß. Elisabeth Vasemeier sagt aus, über das Verhältnis ihres Mannes von Anfang an Bescheid gewusst zu haben, sie habe es gespürt. Sie habe zudem eine Videokassette ihres Mannes gefunden, die das Verhältnis dokumentiert, er hatte sie nicht besonders gut versteckt. Sie habe Affären ihres Mannes stets gelassen gesehen, weil sie eine tiefere Ebene mit ihm habe. Ihr Mann sei zur Tatzeit gemeinsam mit ihr zu Hause gewesen. Die weitergehende Obduktion ergibt, dass Monika Karges im dritten Monat schwanger war, der Brand im Haus wurde durch verschütteten Rum ausgelöst. Wiegand und Leverkühn erwarten am Bahnhof Dr. Vasemeier, der von einem auswärtigen Termin zurückkehrt und unterrichten ihn von Monikas Tod. Er gibt an, keine Zeit zu haben, sagt den Beamten aber zu, am nächsten Tag für eine Befragung zur Verfügung zu stehen. Am Abend spricht sich Vasemeier mit seiner Frau aus, diese versichert ihm sein Alibi. Sie sei zur Tatzeit bei ihrer Schwester gewesen, habe aber ihm zuliebe vor Wiegand gelogen, um ihm ein Alibi zu geben. Er gibt seiner Frau gegenüber zu, am Tatabend bei Monika gewesen zu sein, mit ihrem Tod habe er aber nichts zu tun.
Bei der Befragung durch Wiegand und Leverkühn gibt Vasemeier zu, am Tatabend bei Monika gewesen zu sein und eine Auseinandersetzung mit ihr gehabt zu haben. Sie habe ihm die Schwangerschaft gestanden, ihm aber auch gesagt, dass das Kind nicht von ihm, sondern von Michael sei, sie wollte sich von Vasemeier trennen. Sie hätten sich aber versöhnt und sogar Geschlechtsverkehr gehabt, bevor er aus Monikas Wohnung gegangen war. Er sei im Wald spazieren gegangen, bevor er nach Hause gefahren sei. Das Alibi seiner Frau wollte er nicht annehmen, um sich nicht verdächtiger zu machen, falls ihn jemand gesehen habe. Am Abend nehmen Wiegand und Leverkühn Dr. Vasemeier dann allerdings doch fest, nachdem die Beamten feststellten, dass er offensichtliche Kampfspuren in seinem Gesicht durch eine nicht benötigte Brille verdeckte. Zudem wurden Rumflecken auf seiner am Tatabend getragenen Hose sowie Fingerabdrücke von Monika und ihm auf einer Rumflasche in einer Mülltonne in der Nähe des Tatortes gefunden. In der Wohnung fanden die Beamten zudem eine Tasse mit Rumresten, die ebenfalls seine Fingerabdrücke aufweisen. Während Wiegands Vorgesetzter aufgrund der Brisanz des Falles Zweifel an Wiegands Vorgehen äußert, rät Vasemeiers Rechtsanwalt und Schwager Herrmann Voigt diesem, auf Vollrausch zu plädieren, um einer Verurteilung wegen Mordes zu entgehen. Vasemeier realisiert, dass weder seine Frau noch sein Schwager an seine Unschuld glauben. Am nächsten Morgen steht Wiegand aufgrund der Presseberichte unter Druck, doch der Untersuchungsrichter hält die Haftgründe für ausreichend und erlässt einen Haftbefehl gegen Vasemeier. Trotzdem beginnt Wiegand an Vasemeiers Schuld zu zweifeln.
Bei den Beamten meldet sich schließlich Monikas Freund Michael Scheibner. Dieser gibt an, auf einer Studienfahrt gewesen zu sein und erst jetzt von dem Mord erfahren zu haben. Er habe am Tatabend noch mit Monika telefoniert. Monika gab an, etwas gegen Pohlmann gefunden und ihn nunmehr in der Hand zu haben. Pohlmann wollte sie am Tatabend daher noch aufsuchen, Michael hat es an Monikas Tür klingeln gehört. Michael habe sie gewarnt, die Tür zu öffnen, doch Monika meinte, sie würde schon mit ihm fertigwerden. Monika habe sich auf das gemeinsame Kind mit ihm gefreut. Auf seine Bedenken bezüglich der Versorgung des Kindes meinte Monika, sie wisse schon einen Weg, das Kind finanziell und zeitlich zu versorgen. Wiegand und Leverkühn erkundigen sich beim Denkmalschutzamt, wie Einsprüche gegen eine Abrissgenehmigung eingelegt werden können und ob es im Falle des Pohlmann-Hauses solche gegeben hat. Der zuständige Herr Vogeler verneint dies. Seine Sekretärin sagt allerdings aus, dass Monika Karges geltend gemacht habe, in dem Haus habe sich während des Krieges ein jüdischer Dichter vor den Nazis versteckt und das Haus müsse daher unter Denkmalschutz gestellt werden. Wiegand sucht Pohlmanns Partner Schlotterbeck auf. Dieser räumt ein, von dem jüdischen Dichter gewusst zu haben. Er habe Pohlmann geraten, Karges Geld zu geben, damit sie schweigt. Pohlmann sei früher von dem gemeinsamen Treffen weggefahren als bislang von ihm ausgesagt.
Wiegand lässt Pohlmann zur Fahndung ausschreiben und vorführen. Dieser sagt aus, am Tatabend mit Karges verabredet gewesen zu sein, weil er ihr für ihr Schweigen Geld geben wollte. Als er bei ihrer Wohnung ankam, fand er die Wohnungstür geöffnet und Karges leblos auf ihrem Sofa liegen. Er ist daraufhin sofort wieder gegangen. Wiegand glaubt ihm allerdings nicht und lässt Pohlmann festnehmen. Anschließend fährt sie in die JVA, um sich bei Vasemeier persönlich vor dessen Entlassung zu entschuldigen. Die Beamten finden Dr. Vasemeier erhängt in seiner Zelle vor. Wiegand findet sein schriftliches Geständnis, zudem findet Leverkühn ein von Frau Vasemeier selbstgemachtes Kreuzworträtsel, in dem versteckte Botschaften an ihren Mann enthalten waren. Wiegand entdeckt darin eine Anspielung an Iason und Medea. Letztere verbrannte, nachdem sie erkannt hatte, dass sie Iason an eine Geliebte verloren hat, die Nebenbuhlerin. Wiegand sucht Elisabeth Vasemeier auf. Diese gibt zu, an dem Abend mit Monika geredet und sie im Affekt erwürgt zu haben, da sie spürte, ihren Mann an sie verloren zu haben. Vor Pohlmann hatte sie sich im Badezimmer versteckt. Als dieser weg war, hat sie das Feuer gelegt, um die Tat zu verwischen. Wiegand nimmt Elisabeth fest.

## Einschaltquote und Hintergrund
Bei der Erstausstrahlung konnte diese Folge 18,53 Mio. Zuschauer binden, was einem Marktanteil von 48 % entsprach. Die Folge wurde in Baden-Baden und Rastatt zwischen dem 13. Januar und dem 19. Februar 1987 gedreht.

## Kritik
Die Kritiker der Fernsehzeitschrift TV Spielfilm fanden, „Karin Anselm wirkt einfach zu bieder“ und urteilten rückwirkend: „Was damals brannte, lässt uns heute eher kalt“.